# Antigone

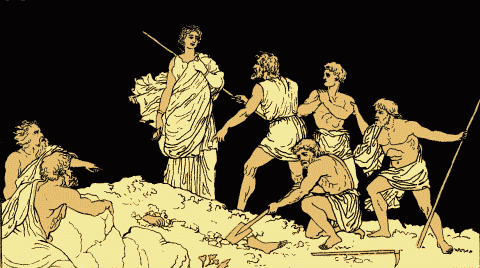
Antigone lässt Polyneikes bestatten

Antigone [an'ti:gɔne], auch Antigonae oder Antigonä (altgriechisch Ἀντιγόνη Antigónē) ist eine mythische Gestalt, deren Ursprung in der griechischen Mythologie liegt. Sie ist eine Tochter des Ödipus, des Königs von Theben. Die klassische Version ihres Mythos findet sich in der gleichnamigen Tragödie des Sophokles, die wahrscheinlich 442 v. Chr. zum ersten Mal aufgeführt wurde.

## Die Erzählung

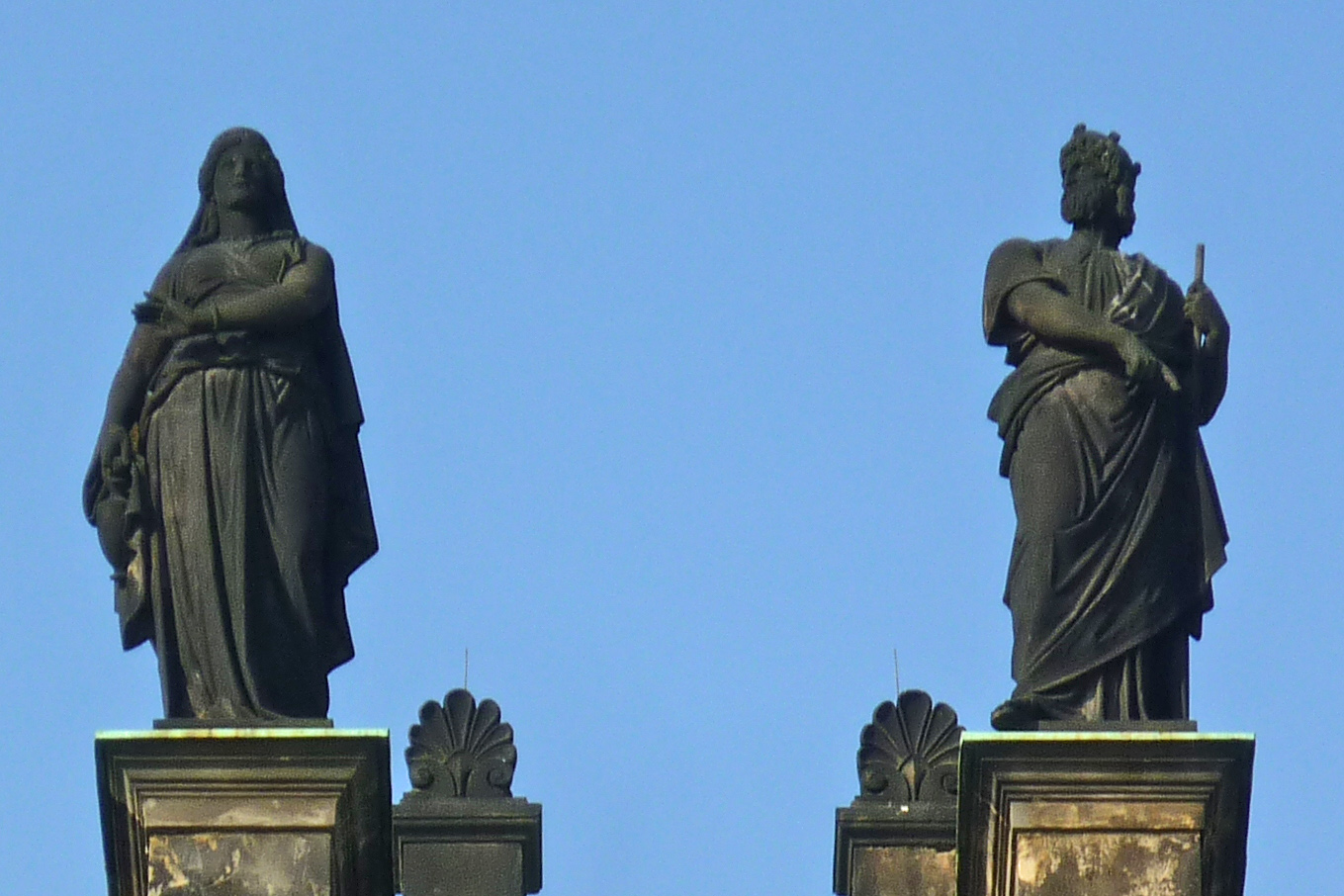
Antigone und Kreon an der Semperoper in Dresden. Robert Härtel

Der Antigone-Mythos war vermutlich ursprünglich eine thebanische Lokalsage, die in die Epen geflossen ist wie den thebanischen Zyklus, den zweiten großen antiken Mythenkreis neben dem trojanischen Zyklus. Antigone ist eine Tochter des Ödipus und Schwester von Eteokles, Polyneikes und Ismene. Bei den attischen Dichtern klassischer Zeit – so erstmals in der Tragödie Sieben gegen Theben des Aischylos – ist Iokaste die leibliche Mutter der Kinder des Ödipus. Diese war zuvor die Gattin von Laios, Ödipus’ Vater, und nach den meisten antiken Versionen auch die leibliche Mutter des Ödipus. Einer anderen Version nach, die Epimenides zitiert, war allerdings Eurykleia die leibliche Mutter des Ödipus, Iokaste hingegen die zweite Frau des Laios. Nachdem Ödipus unwissentlich seinen eigenen Vater getötet hat, ehelicht er Iokaste. Als Ödipus später herausfindet, dass er – Sagenvarianten aus dem 6. oder 5. Jahrhundert v. Chr. nach, einer unausweichlichen Prophezeiung folgend – seinen Vater getötet und seine Mutter geheiratet hat, und zudem Iokaste tot auffindet, die sich aus Scham erhängt hat, sticht er sich nach einer klassischen Version die Augen aus. In der Euripides-Tragödie Die Phönikerinnen nimmt sich Iokaste allerdings erst nach dem Tod des Polyneikes und des Eteokles (s. u.) das Leben. Auch ist die Selbstblendung und anschließende Vertreibung des Ödipus nicht Bestandteil älterer mythischer Traditionen.
Nach u. a. der Tragödie von Sophokles begleitet Antigone ihren blinden, in die Verbannung geschickten Vater nach Kolonos bei Athen (siehe Ödipus auf Kolonos). Antigone wird danach von Theseus befreit, als ihr Onkel Kreon sie entführen will. Nach dem Tod des Ödipus kehrt sie nach dieser Version nach Theben zurück, um den von diesem prophezeiten Zweikampf ihrer Brüder Eteokles und Polyneikes zu verhindern.
Nach dem Tod des Ödipus vereinbaren dessen Söhne Polyneikes und Eteokles, vor allem nach Versionen athenischer Dramatiker, sich die Macht in Theben zu teilen, indem sie abwechselnd regieren. Nachdem Eteokles nicht bereit ist, vereinbarungsgemäß die Herrschaft an Polyneikes zu übergeben, sammelt dieser in Argos ein Heer und zieht gegen das „siebentorige“ Theben. Entsprechende Sagentraditionen bildeten die Grundlage für Aischylos’ Sieben gegen Theben. Im darauf folgenden Krieg gegen Theben bleibt Eteokles an sechs Toren siegreich, am siebenten jedoch töten die Brüder einander. Die Tragödie Antigone von Sophokles setzt an dieser Stelle ein.
Kreon, der Sage nach abermals Interimskönig Thebens, erlässt ein Verbot, wonach der tote Polyneikes nicht bestattet werden dürfe, weil er das Vaterland verraten habe. Der Versuch, ihn zu bestatten, soll mit dem Tod geahndet werden. Doch Antigone stellt ihr eigenes Gewissen über das Gesetz, weil sie glaubt, den Göttern mehr gehorchen zu müssen als den Menschen. Sie leitet die von den Göttern vorgeschriebenen Rituale ein, wovon ihre Schwester Ismene sie vergebens abzubringen versucht. Nachdem Antigone ihrem Bruder durch eine symbolische Bestattung (sie streut Erde auf seinen Leichnam) den Einzug in den Hades ermöglicht hat, wird sie von einem Wächter entdeckt. Dieser führt sie zu Kreon und berichtet ihm, was sie getan habe. Die Frage Kreons an Antigone, ob der Wächter die Wahrheit gesprochen habe, bejaht sie und behauptet, das vor den Göttern Richtige getan zu haben. Sie sei bereit, für ihre Tat vor dem Gesetz zu büßen. Gleichzeitig versucht Ismene, sie in Schutz zu nehmen, und will sie nicht alleine in den Tod schicken. Deshalb ist sie bereit, vor Kreon zu behaupten, sie habe über Antigones Pläne Bescheid gewusst. Doch Antigone lehnt ihr Angebot ab.
Kreon verurteilt Antigone zum Tode durch Begraben bei lebendigem Leibe, obwohl sie die Braut seines Sohnes Haimon ist. Ihr wird etwas Nahrung mitgegeben, weil Theben sich sonst vor den Göttern beflecken würde. Haimon ergreift für Antigone Partei, indem er seinem Vater Kreon Starrsinn vorwirft. Beide trennen sich im Streit. Als der Seher Teiresias jedoch Kreon den Tod innerhalb der eigenen Familie prophezeit, lenkt dieser ein. Allerdings ist es bereits zu spät: Antigone, in einem irdischen Verlies eingesperrt, hat sich durch Suizid dem Hungertod entzogen, woraufhin auch Haimon den Freitod wählt. Als seine Mutter, Kreons Frau Eurydike, davon hört, begeht sie ebenfalls Selbstmord. Kreon erkennt, dass die Verantwortung bei ihm und die Schuld in seiner Hybris liegt.

## Der Mythos in der Antike

### Die Epen
Die ersten überlieferten Darstellungen griechischer Mythen finden sich bei Homer, Hesiod und in den kyklischen Epen. Zwischen dem 9. und 7. Jahrhundert v. Chr. werden ursprünglich einfache Lokalsagen durch sie zu einem panhellenistischen Kulturgut transformiert. Der Antigone-Stoff stammt vermutlich ursprünglich aus einer thebanischen Lokalsage.

#### Die Befreiung Thebens und der Bruderstreit
Der Thebanische Zyklus ist außer ein paar Fragmenten verloren gegangen und die Rekonstruktion weitgehend hypothetisch. Man nimmt heute an, dass in drei Epen der Mythos des Ödipus und seiner Söhne behandelt wurden: Oidipodeia, Thebais und Epigonen. Chronologisch ist der Inhalt des Thebanischen Zyklus vor oder parallel zu Homer anzuordnen, da die Homerischen Epen an vielen Stellen Bezug auf den Stoff des Zyklus nehmen.
Das Thema der Oidipodeia war vermutlich der Tod Haimons durch die Sphinx und die Befreiung Thebens durch Ödipus. Pausanias beruft sich auf den Autor der Oidipodeia, der gesagt haben soll, dass Euryganeia, die Tochter des Hyperphas, die Frau des Ödipus gewesen sei.
Es ist nicht klar, ob die Information über vier gemeinsame Kinder an gleicher Stelle ebenfalls aus der Oidipodeia stammt. Falls dem so wäre, könnten die beiden anderen Kinder die aus späterer Tradition bekannten Schwestern Ismene und Antigone gewesen sein.
Die Thebais setzte sich mit dem Bruderstreit von Eteokles und Polyneikes auseinander. Durch Fragmente ist die Verfluchung der Brüder durch Ödipus als Hintergrund des Bruderzwists überliefert. Die Ermordung des Laios durch Ödipus kann als bekannt vorausgesetzt werden. Es ist sogar möglich, dass die Abstammung der Kinder aus einer Inzestehe und die Gefangennahme des Ödipus bekannt gewesen sind.
Es scheint heute gesichert, dass Antigone, wenn sie überhaupt im thebanischen Zyklus vorgekommen ist, wohl eine eher untergeordnete Rolle in der Auseinandersetzung der Brüder gespielt hat.

#### Ödipus, der Held
Homer erwähnt in der Odyssee, dass Odysseus bei seinem Gang in die Unterwelt der Mutter von Ödipus begegnete. Homer nennt sie Epikaste. In den 9 Versen wird erzählt, wie Epikaste unwissentlich ihren Sohn und den Mörder ihres Ehemannes, Ödipus, ehelichte und sich aus Elend erhängte. Die Stelle ist von einigen Wissenschaftlern in Frage gestellt worden. Es wird dabei vermutet, dass die Erwähnung der Epikaste nachträglich, in Analogie zu den Eoien, eingefügt worden sein könnte.
Die Ilias berichtet, dass Ödipus im Krieg gefallen ist und Leichenspiele erhalten hat. Der Streit zwischen Polyneikes und Eteokles um den Thron von Theben wird beschrieben und eine genealogische Linie von Haimon zu Maion gezogen.
In Bezug auf die Vorgeschichte der Antigone lässt sich aus der Ilias lesen, dass Ödipus in der Schlacht als Held stirbt. Eine Selbstblendung wird dadurch ausgeschlossen. Es fehlen die Kinder der Inzestehe des Ödipus, ebenso die Genealogie der streitenden Protagonisten um den Thron von Theben. Haimon und Maion werden als Vater und Sohn identifiziert, aber der Vater und die Mutter von Haimon sind unbekannt ebenso wie die Mutter von Maion, so dass kein genealogischer Bezug zum Königshaus des Ödipus gezogen werden kann.

#### Argos und Theben
Hesiod führt in seinem epischen Lehrgedicht Werke und Tage Ödipus und den großen, thebanischen Krieg auf, den er ins heroische Zeitalter festlegt.
Nach einem Scholion zur Ilias, das sich vermutlich auf die Eoien bezieht, sei Argeia, die Tochter des Adrastos, in Begleitung aus Argos zur Leichenfeier des Ödipus nach Theben gekommen. Nach dieser Tradition starb Ödipus vor dem Bruderzwist zwischen Eteokles und Polyneikes und vor dem Zug der Sieben. Es wird vermutet, dass Theben und Argos in einem freundschaftlichen Verhältnis standen und Argeia bereits mit Polyneikes verheiratet war.
Das Scholion kann in Verbindung zu einer Äußerung von Pausanias gebracht werden. Darin wird erzählt, dass Polyneikes freiwillig ins Exil gegangen sei, um dem vom Vater ausgestoßenen Fluch zu entgehen. Im Exil habe er Argeia geheiratet und sei zur Leichenfeier seines Vaters nach Theben zurückgekommen, wo er mit Eteokles in einen Streit geriet. Daraufhin sei er ein zweites Mal ins Exil gegangen, um mit einer Streitmacht nach Theben zurückzukehren.
Ein weiteres Fragment von Hesiod aus den Eoien über Argeia erwähnt Polyneikes und Ödipus. Darin wird von den Leichenspielen und der Bestattung des leidgeplagten (altgriechisch πολυκηδής) Ödipus erzählt. Das Leid könnte sich auf den Tod des Laios und die darauffolgende Inzestehe mit seiner Mutter beziehen. Die im Fragment erwähnten thebanischen Frauen werden nicht näher erläutert.

### Ismene
Salustios überliefert ein Fragment von Mimnermos von Kolophon aus dem 7./6. Jahrhundert v. Chr., das erstmals eine Tochter des Ödipus namentlich erwähnt. Darin steht, dass Ismene auf Geheiß Athenes von Tydeus während des Liebesspiels mit Theoklymenos getötet wurde. Die Ermordung der Ismene wird auch auf einer korinthischen schwarzfigurigen Amphora um 560 v. Chr. sowie auf zwei Skyphoi-Fragmenten und einer weißgrundigen Schale dargestellt.
Ismene ist der Name einer lokalen Heroine von Theben. Der Name ist so eng mit demjenigen der Stadt verbunden, dass noch Aristophanes ihn als Synonym für eine Thebanerin verwenden konnte. Die männliche Form, Ismenos, ist in Verbindung mit dem thebanischen Heiligtum Ismeneion mit einer intensiven Bruder-Schwester-Beziehung und Brudermord verbunden.
Für die Überlieferung aus Kleinasien sind nach dem 6. Jahrhundert v. Chr. keine weiteren Nachweise bekannt. Es ist auch nicht klar, ob es sich um eine thebanische Lokaltradition handelt oder auf das Epos zurückgeführt werden kann. Das Fragment zeigt aber, dass Ismene früher nachweisbar ist als Antigone. Sie hat zwar noch keine Verbindung zum thebanischen Königshaus, steht aber in Verbindung zum Kampf um Theben.

### Die Verknüpfung der Schicksale
Mitte der 1970er Jahre wurden drei Papyri veröffentlicht, die mehrheitlich Stesichoros von Sizilien zugeschrieben werden. Die Papyri, die in einem Karton zusammen mit einer ägyptischen Mumie aus ptolemäischer Zeit anfangs der 20. Jahrhunderts nach Paris gebracht wurden, stammen aus dem 3./2. Jahrhundert v. Chr. Chronologisch stehen die Inhalte zwischen den Epen und der Tragödie und enthalten eine Rede der namentlich nicht aufgeführten Mutter von Polyneikes und Eteokles. Darin versucht die Mutter den Prophezeiungen des Teiresias, die den Tod ihrer Söhne und die Zerstörung der Stadt vorhersagen, mit einem Vermittlungsvorschlag entgegenzuwirken. Die Güter der Familie sollen über einen Losentscheid zwischen den Brüdern aufgeteilt werden und einer der Brüder soll die Stadt verlassen.
Mit der stesichoreischen Version werden zwei neue Aspekte des Mythos überliefert. Der Labdakidenfluch bezieht sich nun auch auf die Nachkommenschaft des Ödipus und das Schicksal der Stadt Theben wird an das familiäre Schicksal geknüpft.

### Die Genealogie des thebanischen Königshauses
Pherekydes von Athen berichtet im frühen 5. Jahrhundert v. Chr., dass Ödipus mit drei Frauen verheiratet war. Die erste Frau, Iokaste, gebar ihm Phrastor und Laonytos, die beide im Krieg gegen die Minyer fielen. Die zweite Frau war Euryganeia, die Tochter des Königs der Phlegyer, Periphas. Sie war die Mutter von Antigone, Ismene, Eteokles und Polyneikes. Nach dem Tod von Euryganeia heiratete Ödipus Astymedusa, die Tochter des Sthenelos. Dies ist die älteste Erwähnung der Antigone, deren Bekanntheit Pherekydes allerdings voraussetzt.
Das viel zitierte und sich auf einen Peisandros stützende Scholion zu den Phönikerinnen des Euripides ist hinsichtlich Zeitstellung und inhaltlichem Wert umstritten. Mit dem griechischen Epiker des 7. Jahrhunderts v. Chr., Peisandros von Kameiros, ist es nicht zu verbinden. Felix Jacoby vermutete, dass es aus hellenistischer Zeit stammt und eine Mischung aus Oidipodeia und den griechischen Tragödien sei. Zu diesem Ergebnis kamen auch andere und man erkennt in ihm heute einen gut dokumentierten Mythographen hellenistischer Zeit.

### Antigone und Ismene
Von Ion von Chios stammt ein Dithyrambos, von dem Salustios ein Fragment in seiner Hypothesis zur Antigone des Sophokles überliefert. Er erzählt eine Sondertradition von Antigone, wonach sie und ihre Schwester, Ismene, vom Sohn des Eteokles, Laodamas, im Tempel der Hera verbrannt wurden.
Es wird vermutet, dass diese Version auf eine ältere Fassung des Mythos als die sophokleische Adaption für die Bühne zurückgreift, obwohl Ion von Chios in der Zeit des Aischylos und des Sophokles gelebt hat und mit beiden bekannt war. In dem Fragment ist Antigone noch keine individuelle Gestalt, die Rache des Laodamas entspricht nicht der später durch Sophokles entwickelten Konfliktbeschreibung und die Verletzung des religiösen Bereichs geschieht über die Tempelzerstörung der Hera. Die Herkunft dieser Abfolge von Geschehnissen ist ungeklärt. Teilweise wird vermutet, dass sie dem Epischen Zyklus entnommen sein könnte.

### Die antiken griechischen Dichter
Die Tragödien der antiken griechischen Dichter stellen eine Übergangsform von mündlicher zur schriftlichen Kultur dar. Die Schrift hat zwar seit dem 6. Jahrhundert v. Chr. im griechischen Kulturraum Einzug gehalten, aber ein breites Lesepublikum entstand wahrscheinlich erst im 4. Jahrhundert v. Chr. Es war die Schrift, die die Vielzahl eines Mythos erst sichtbar gemacht hat.
Antigone ist in sechs antiken griechischen Tragödien überliefert. Zwei davon sind die gleichnamigen Tragödien von Sophokles und Euripides, von denen allein die sophokleische Antigone vollständig erhalten geblieben ist. Aus Fragmenten weiß man, dass Astydamas ebenfalls eine Tragödie mit dem Namen der Antigone geschrieben hatte, die aber verloren ging. Als Nebenfigur kommt Antigone in den Sieben gegen Theben des Aischylos, in Sophokles’ König Ödipus und Ödipus auf Kolonos und in den euripideischen Phönikerinnen vor.

#### Sieben gegen Theben
Die Tragödie Sieben gegen Theben von Aischylos wurde als letztes Stück einer Trilogie 467 v. Chr. in Athen aufgeführt. In der Tragödie steht der Bruderstreit zwischen Polyneikes und Eteokles im Mittelpunkt. Der Konflikt wird durch den Fluch des Ödipus über die Söhne ausgelöst, der wiederum seinen Ursprung in der Inzestehe zwischen Ödipus und Iokaste hat. Es ist die erste Überlieferung, wonach die Geschwister Kinder eines Inzests sind. Die Zerrissenheit von Eteokles zwischen der Familie und den Belangen der Stadt wird bei Aischylos zugunsten der Stadt entschieden. Im Schlussakt treten Antigone und Ismene auf, die die Totenklage auf ihre Brüder anstimmen. Gegen den Willen der Probulen will Antigone den Bruder bestatten und mit Unterstützung eines Teils des Chors gelingt ihr das auch.
Der Schluss der Tragödie wird heute mehrheitlich als nicht authentisch angesehen. Es wird aber vermutet, dass es sich „im vorliegenden Schluss der Sieben um eine inhaltlich von Sophokles angeregte, aber erzählerisch ursprünglichere Version des Antigone-Mythos" gehandelt habe“.

#### Die Antigone des Sophokles
Die Tragödie des Sophokles stellt Antigone im gleichnamigen Stück in den Mittelpunkt des Dramas, das 441/440 v. Chr. im Rahmen einer Trilogie in Athen aufgeführt wurde. Das genaue Datum der Aufführung ist nicht geklärt. Sie ist die einzige nach Antigone benannte antike Tragödie, die mit der alexandrinischen Ausgabe vollständig erhalten geblieben ist. Giovanni Aurispa hatte den Text 1423 in den Westen gebracht.
Antigone, die Tochter des Ödipus und der Iokaste, und Kreon, der Herrscher Thebens, sind die Pole gegensätzlicher Standpunkte gegenüber dem Stellenwert der Götter, der Gesellschaft und den Verpflichtungen gegenüber der Familie. Sophokles bezieht dabei Stellung gegen Kreon, der die Ordnung und Hierarchie der Polis über die Gebote der Götter setzt.

#### König Ödipus
Die Tragödie König Ödipus von Sophokles wurde nach der Antigone aufgeführt, obwohl der Inhalt zeitlich vorher angeordnet ist. Das genaue Datum der Aufführung ist nicht eindeutig. Es wird vermutet, dass sie zwischen 436 und 433 v. Chr. stattgefunden hat. Die Schwestern Antigone und Ismene spielen nur eine kleine Rolle darin und sind noch Kinder. Nach dem Erkennen der Inzestehe mit seiner Mutter und dem Selbstmord von Iokaste bittet Ödipus darum, ins Exil gehen zu dürfen. Seine Abschiedsworte sind an seine beiden Töchter, bez. Schwestern, gerichtet, die namentlich nicht erwähnt werden.

#### Die Phönikerinnen

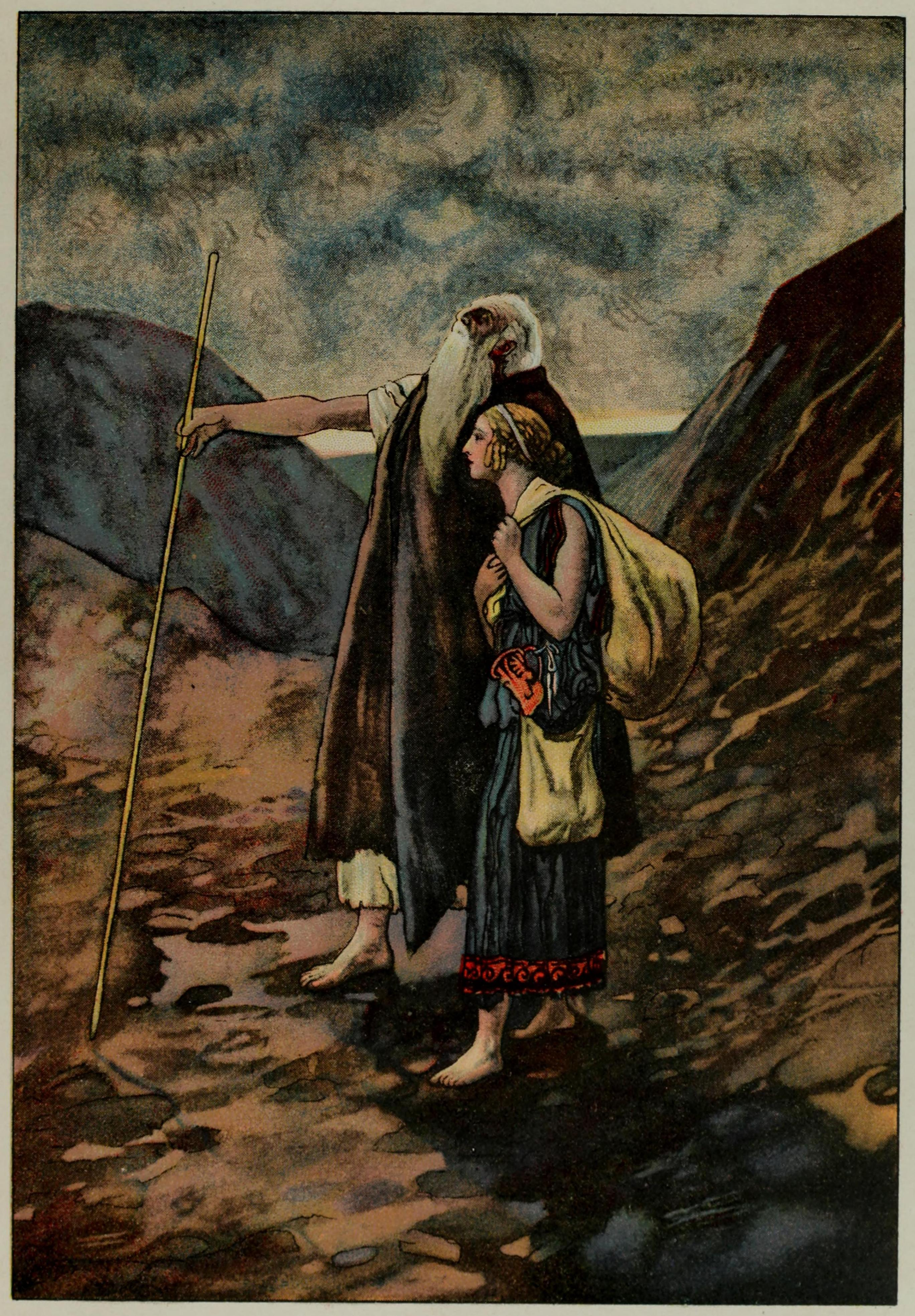
Antigone führt den blinden Ödipus. 1914

Die Phönikerinnen sind ein Spätwerk des Euripides und wurden 408 v. Chr. aufgeführt. Im Mittelpunkt der Handlung steht der Bruderzwist zwischen Eteokles und Polyneikes um die Macht Thebens. Der Lapdakidenfluch, die Inzestehe zwischen Ödipus und Iokaste, die Selbstblendung des Ödipus und dessen Fluch über die Brüder werden im Prolog durch Iokaste erzählt. Antigone, die Schwester der Brüder, spielt nur am Rande eine Rolle. Sie soll nach dem Wunsch von Eteokles nach seinem Tod mit Haimon, dem Sohn von Kreon, verheiratet werden. Während der Schlacht unternimmt Antigone auf Anweisung von Iokaste noch einen letzten Schlichtungsversuch, aber sie kommt zu spät. Als Kreon befiehlt, die Leiche des Polyneikes nicht auf dem Boden der Stadt zu begraben, widersetzt sich Antigone, geht dann aber mit Ödipus zusammen ins Exil.
Durch die vielen Interpolationen ist es heute schwierig, die Rolle der Antigone in dieser Tragödie festzulegen. Gerade die Teichoskopie und der Exodus, die für die Einstufung der Antigone so bedeutsam wären, sind umstritten. Doch erscheint Antigone als Vermittlerin im Streit der verfeindeten Brüder, ein Motiv, dass in späteren Bearbeitungen immer wieder aufgegriffen wurde.

#### Die Antigone des Euripides
Die Tragödie Antigone von Euripides wurde wahrscheinlich etwa zur gleichen Zeit wie die Phönikerinnen aufgeführt. Die neuste Datierung nimmt den Zeitraum von 420 bis 406 v. Chr. an. Die Tragödie ist nur fragmentarisch überliefert, von dem der größte Teil von Johannes Stobaios stammt. Die Handlung ist starken Vermutungen ausgesetzt, da der Inhalt der überlieferten Teile mit einer Ausnahme gnomisch geprägt ist und grundsätzliche Äußerungen über Tod, Tyrannis, Unglück, das Verhältnis zwischen Kindern und Eltern und die Liebe enthält. Der einzige Papyrus, der inhaltliche Angaben macht, wird nicht einhellig der Antigone zugewiesen.
In den Hypothesis des Aristophanes von Byzanz zur Antigone des Sophokles ist der letzte Hinweis auf den Inhalt der Tragödie zu finden. Die Fabula 72 von Hygin wurde lange Zeit für die Erschließung des Inhalts hinzugezogen. Heute wird sie von den meisten Forschern für die Rekonstruktion als nicht glaubwürdig eingestuft.
Für die Tragödie wird ein glückliches Ende mit der Hochzeit von Antigone mit Haimon angenommen. Am Anfang stehen die Bestattungstat und die Flucht der als Mänade dargestellten Antigone zum Herakles-Palast oder dessen Heiligtum. Sie wird von Kreon ergriffen und muss ihre rituellen Gegenstände abgeben. Es wird vermutet, dass Haimon bei der Bestattung geholfen hat und dass Antigone zum Tod verurteilt wird. Das Liebesmotiv wird durch die Liebe Haimons zu Antigone dargestellt, der sich um eine Heirat bemüht. Antigone wird durch eine göttliche Intervention, entweder durch Dionysos oder Herakles, gerettet.

#### Ödipus auf Kolonos
Im überlieferten Ödipus auf Kolonos von Sophokles erscheint Antigone als starke Nebenfigur in der Unterstützung ihres greisen Vaters Ödipus, der sich nach Athen aufmacht, um dort einen Ort zum Sterben zu finden. Die Tragödie wurde 401 v. Chr. postum vom gleichnamigen Enkel von Sophokles aufgeführt. Entstanden ist sie 406 v. Chr.
Die Handlung ist zwischen den Tragödien König Ödipus und der Antigone angesetzt. Ödipus wurde von seinen Söhnen aus Theben verbannt. Bereits zu Beginn der Tragödie kann davon ausgegangen werden, dass Ödipus die Hikesie (Das Recht des Einzelnen auf religiös oder politisch motivierten Schutz durch die Götter) erhalten wird. Antigone ist als familiäre Versöhnerin dargestellt. Sie setzt sich für Ödipus als auch Polyneikes ein, der schuldig gegenüber dem Vater und unschuldig gegenüber der Stadt ist. Am Schluss der Tragödie, nach dem Tod von Ödipus auf dem Kolonos, kehrt sie zusammen mit Ismene nach Theben zurück, um den Bruderkampf zu verhindern. Im Stück erreicht der Charakter der treusorgenden und selbstlosen Tochter erstmals ihre volle Gestaltung.

### Herakles und Maion
Das 4. Jahrhundert v. Chr. überliefert ausschließlich ikonografische Quellen zur Gestalt der Antigone. Auf der rotfigurigen Amphora aus Ruvo, die zwischen 350 und 320 v. Chr. datiert wird, wird neben den bereits bekannten Figuren des Mythos Herakles in den Mittelpunkt gestellt. Die ebenfalls neu hinzugekommene Figur eines Knaben wird als Sohn von Antigone und Haimon interpretiert. Eine weitere Darstellung von Herakles und Maion findet sich auf einer apulischen Amphora, die auf den gleichen Zeitraum datiert wird. Die Vasenbilder werden auf die verlorene gegangene Tragödie des Astydamas bezogen, die 341 v. Chr. aufgeführt wurde und von der nur der Titel überliefert ist. Astydamas gehörte zu den berühmtesten Tragikern seiner Zeit und gewann mit dieser Tragödie die Dionysien des Jahres 341 v. Chr.
Wenn die beiden Vasenbilder zusammen mit der Überlieferung der Fabula 72 von Hygins mit der Tragödie des Astydamas verbunden werden, könnte eine Handlung der Tragödie angenommen werden. Die unrechtmäßige Bestattung des Polyneikes durch Antigone hätte demnach stattgefunden. Von Kreon erhält Haimon den Auftrag, seine Geliebte zu verhaften und zu töten. Er flieht jedoch mit ihr und zeugt mit ihr den gemeinsamen Sohn Maion. Die eigentliche Handlung der Tragödie beginnt mit der Rückkehr des Sohnes nach Theben, wo er als heranwachsender Jüngling an den Wettspielen teilnimmt. Er wird durch das Mal der Lapdakiden von Kreon entdeckt und Antigone wird ein zweites Mal verhaftet. Auf Intervention von Herakles wird Antigone gerettet und die Tragödie endet mit einem glücklichen Schluss.

### Die hellenistische und römische Zeit
Die Interpretationen des Antigone-Mythos in der hellenistischen und römischen Zeit lehnen sich eng an die Tragödien des 5. Jahrhunderts v. Chr., im Besonderen an die Phönikerinnen des Euripides. Darüber hinaus existieren aber auch eigenständige, römische Interpretationen wie bei Seneca oder Publius Papinius Statius. Aus dieser Zeit stammen Quellen, die auf frühe Traditionen zurückgreifen wie von Kallimachos. Sie liefern wichtige Hinweise auf den frühen Mythos.

#### Die Schleifspur der Antigone
Es gibt einige Überlieferungen von Totenopfern (Enagisma) für Polyneikes und Eteokles. Eine bekannte Darstellung, die von Ovid überliefert ist und auf Kallimachos zurückgeht, beschreibt die Teilung des Rauchs des Opfers für die Brüder. Die Teilung ist Ausdruck des Hasses zwischen den Brüdern, der über ihren Tod hinausging. Das Motiv wurde in späteren Quellen häufig verwendet und entweder auf den Rauch eines Opfers oder des Scheiterhaufens zurückgeführt.
Ebenfalls von Kallimachos stammt der Bericht, dass Antigone Totenopfer für die gefallenen Heroen ausführte, und Pausanias erzählt, dass noch zu seinen Lebzeiten die Schleifspur der Antigone (altgriechisch σύρμα Ἀντιγόνης) sichtbar sei, weil Polyneikes zu schwer für sie gewesen sei, als sie ihn zu Eteokles auf den Scheiterhaufen legen wollte.
Die Berichte über das Teilen des Rauchs und die gemeinsame Bestattung der Brüder auf dem Scheiterhaufen werden als sehr alt eingestuft und vor die Zeit der tragischen Dichter angesetzt. Die Erwähnung der Antigone dagegen wird heute auf den Einfluss der Tragödien aus dem 5. Jahrhundert v. Chr. zurückgeführt.

#### Die unglückliche Liebe Haimons
Der Dichter Properz greift vermutlich vor 28 v. Chr. den Selbstmord von Haimon in seinen Elegien auf und spinnt den Liebesaspekt des Mythos weiter. Der in Gedanken überlegte Selbstmord aus unglücklicher Liebe soll seine undankbare Geliebte mit in den Tod reißen.
| quid? non Antigonae tumulo Boeotius Haemon corruit ipse suo saucius ense latus, et sua cum miserae permiscuit ossa puellae, qua sine Thebanam noluit ire domum? sed non effugies: mecum moriaris oportet; hoc eodem ferro stillet uterque cruor. quamvis ista mihi mors est inhonesta futura: mors inhonesta quidem, tu moriere tamen. | Was? auf Antigone's Grab', hat nicht der Böotier Hamon Selbst sein eigenes Schwert sich in die Seite gebohrt, Und mit des Mägdleins Staube gemischt den seinigen, um nicht Ohne sie heimzugehn in das thebanische Haus? Doch nicht sollst du entfliehn; mit mir zu sterben gebührt dir Hier an dem selbigen Stahl tröpfele Beiden das Blut! Ja, wie sehr auch also der Tod unrühmlich mir sein wird; Sei unrühmlich der Tod; sterben mir sollst du jedoch! |

Erst viel später wird diese Weiterführung des Mythos bei Hygin wieder sichtbar, wo Haimon Antigone und sich selbst tötet, um der Bestrafung durch Kreon zu entgehen.

#### Antigone als stoisches Vorbild
Von den acht Dramen, die Seneca zugeschrieben werden, behandeln zwei den Mythos der thebanischen Königsfamilie: Der Oedipus und die Phoenissae. Oedipus ist vom sophokleischen Ödipus auf Kolonos beeinflusst, aber Antigone kommt darin nicht vor. In der Tragödie Phoenissae dagegen nimmt Antigone eine wichtige Nebenrolle ein. Das Drama wurde ungefähr in der Mitte des 1. Jahrhunderts n. Chr. geschrieben und ist ein Spätwerk des Philosophen. Die Vollständigkeit und Zusammengehörigkeit sind bis heute umstritten.
Im ersten Teil des Stücks begleitet Antigone den blinden Ödipus auf dem Weg zum Kithairon, wo Ödipus als Kind ausgesetzt worden war und wo er sich nun das Leben nehmen will. Antigone versucht Ödipus von seinem Vorhaben abzubringen. Sie bittet ihn, für seine Söhne und für den Frieden der Stadt am Leben zu bleiben. „Sprichst du dir selbst das Leben ab, vielen andern sprichst du es ab.“ An anderer Stelle beschwört sie ihn: „Stirbst du, schreite ich voraus, lebst du, folge ich nach.“ Auf eine Bitte eines Boten von Theben, gegen den drohenden Brudermord einzuschreiten, bleibt Ödipus in der Nähe und beobachtet von einer Höhle aus die weiteren Vorgänge. Erst als der Brüder eigener Versuch, dem Fluch der Familie zu entkommen, scheitert, verflucht er sie und unternimmt keine Versuche mehr, das Unheil abzuwenden.
Im zweiten Teil wird Iokaste von einem Diener aufgefordert, in den drohenden Bruderkampf einzugreifen. Die hinzueilende Antigone fordert ihre Mutter auf, notfalls ihr eigenes Leben zu opfern, um den Kampf aufzuhalten. Iokaste eilt auf das Schlachtfeld und wendet sich an Polyneikes. Er solle anderswo ein eigenes Reich gründen. Polyneikes scheint geneigt, Eteokles entgegenzukommen, aber dieser beharrt kompromisslos auf seinem Machtanspruch. An dieser Stelle bricht das Stück ab.
Ödipus unterliegt im Drama vollständig der Unausweichlichkeit des Schicksals (fatum), dem er sich nach der Lehre der Stoiker nur mit dem geplanten Selbstmord entziehen könnte. Doch seine Zuneigung zu Antigone, die er als einzige der Familie als unschuldig ansieht, lässt ihn von seinem Entscheid abweichen. In der Folge nimmt das Schicksal seinen Lauf, dem auch Antigone unterworfen ist. Ihr Scheitern ist nicht sinnlos, da sie, zusammen mit Iokaste, im Einvernehmen mit den stoischen Ideen handelt.

#### Die Wut und die Pflicht
Das Hauptwerk von Publius Papinius Statius ist die Thebais (Der Kampf um Theben), die zwischen 78/79 und 90/91 n. Chr. entstanden ist. Es ist eine epische Erzählung in 12 Gesängen über den thebanischen Krieg, in der der Bruderzwist zwischen Eteokles und Polyneikes im Mittelpunkt steht. Das Geschehen wird durch personifizierte Götter gelenkt. Die treibende Kraft des Stücks ist die Wut und Raserei (furor) in der Person von Tisiphone, eine der Erinnyen. Ihr gegenüber stehen die Pietas (das pflichtgerechte Verhalten gegenüber den Göttern und den Menschen) und die Virtus, die beide angesichts der Raserei von Ödipus und seinen Söhnen scheitern. Die Menschen sind dem Schicksal (fatum) und den Göttern unausweichlich ausgeliefert und erscheinen als willenlose Akteure. Alle im bisherigen Mythos schuldhaften Verfehlungen der Menschen werden durch die Götter bestätigt und die Menschen erscheinen dadurch schuldlos.
Antigone ist jung und unschuldig. Sie verkörpert die reine Pietas und Virtus. Ihr Bemühen, die Brüder vom Kampf abzuhalten, scheitert. Auf dem Schlachtfeld trifft sie mit Argeia zusammen.

„Dumque modo haec fratrem memorat, nunc illa maritum, mutuaque exorsae Thebas Argosque renarrant, longius Argia miseros reminiscitur actus: 'per tibi furtiui sacrum commune doloris, per socios manes et conscia sidera iuro: non hic amissos, quamquam uagus exul, honores, non gentile solum, carae non pectora matris, te cupiit unam noctesque diesque locutus Antigonen (…).'“

„Und während die eine vom Bruder spricht, die andre vom Gatten und sie sich die Geschicke von Theben und Argos erzählen, berichtet Argia in mehreren Worten ihr eigenes Unglück. „Beim heiligen Geheimnis unseres vereinten Schmerzes, bei unserem gemeinsamen Toten und bei den Sternen als Zeugen schwöre ich dir: War jener auch ein umherirrender Verbannter, er vermißte nicht die verlorenen Ehren, nicht den Boden der Heimat und nicht den Busen der geliebten Mutter, nein, dich allein wünschte er herbei, sprach Tag und Nacht nur von Antigone (…).““

Zusammen mit Argeia schleppt Antigone den Leichnam des Polyneikes auf den Scheiterhaufen des Eteokles, wo sie durch den sich teilenden Rauch erkennen, dass der Hass der Brüder über ihren Tod hinaus Bestand hat. Das Stück endet mit dem Angriff von Theseus auf Theben, der Bestattung der gefallenen Argiver und der Rettung von Antigone und Argeia durch Theseus.
Argeia nimmt im Bestattungsakt eine ebenbürtige Rolle mit Antigone ein. Die Szene, in denen sie gemeinsam den Leichnam auf den Scheiterhaufen des Bruders schleifen, ist später wiederholt bearbeitet worden. Da der sich teilende Rauch wie auch die gemeinsame Bestattungstat auf alte Erzählungen zurückgehen, wird angenommen, dass die Parallelstellung von Argeia und Antigone bereits im thebanischen Zyklus vorhanden war.

#### Haimon, der tragische Liebesheld
In der Fabula 72 von Hyginus aus dem 2. Jahrhundert n. Chr. treten neben den bekannten Motiven der Bestattungstat, der Verhaftung Antigones und deren Flucht unter Mithilfe von Haimon drei neue Handlungen auf: Argeia kann nach der Bestattungstat mit Antigone fliehen und der Einsatz von Herkules für Antigone nach der erneuten Verhaftung scheitert. Als dritte neue Handlung im Mythos erscheint der Tod Antigones durch Haimon, der sie vor der Vollstreckung des Todesurteils schützen will.
Der überlieferte Mythos von Hyginus ist von der sophokleischen Antigone beeinflusst. Woher er seine anderen Informationen hat, die Haimon zum tragischen Helden einer Liebestragödie und Antigone zum Opfer macht, ist nicht bekannt.

#### Die Herrschaftsfolge im Zentrum
Nach der Bibliotheke des Apollodor aus dem 1. oder 2. Jahrhundert n. Chr. ist Antigone die Tochter des Ödipus und der Iokaste. Die Überlieferung weist darauf hin, dass andere behaupten, Euryganeia, die Tochter des Hyperphas, sei die Mutter der vier Kinder gewesen. Iokaste habe sich erhängt, als sie sich des Frevels bewusst geworden sei und Ödipus habe zusammen mit Antigone Theben verlassen. Später habe Antigone den toten Polyneikes heimlich weggebracht und bestattet. Dabei wurde sie von Kreon ertappt und lebendig ins Grab gelegt.
Die Erwähnung der zwei Ehefrauen von Ödipus weist darauf hin, dass die Bibliotheke des Apollodor verschiedenste Quellen benutzt hat. Sie orientiert sich nicht nur an der Geschlechterfolge, sondern auch an der Herrschaftsfolge. So wird die Herrschaft eines Königs bis zum Ende beschrieben, bevor zur nächsten übergegangen wird. Die entsprechende Auswahl unter den Mythenversionen folgt diesem Schema.
In Bezug auf den Antigone-Mythos enthält die Bibliotheke des Apollodor keine neuen Inhalte. Sie ist aber die letzte überlieferte antike Quelle, die den Streit zwischen Antigone und Kreon sowie ihre Bestrafung schildert.

## Der Mythos im Mittelalter

### Antigone, die höfische Königstochter
Wurde Antigone in der ausgehenden Spätantike noch in der Weltchronik in griechischer Sprache von Johannes Malalas erwähnt, taucht sie erstmals wieder im 12. Jahrhundert auf (als Hintergrund der großen Lücke siehe Bücherverluste in der Spätantike). Im anonymen altfranzösischen Roman Roman de Thèbes wird der Krieg um Theben mit der Vorlage von Publius Papinius Statius behandelt. Die antike Welt wird als feudalistisch christliche Ritterwelt des Mittelalters dargestellt und Antigone als schöne Königstochter, die in den Argiver Parthonopeus verliebt ist. Ausführlich werden die Formen der höfischen Brautwerbung geschildert und die Trauer von Antigone über den Tod ihres Geliebten in der Schlacht.
Namentlich erwähnt ist Antigone in den Histoire ancienne jusqu'à César aus dem 12. Jahrhundert und in der Göttliche Komödie von Dante Alighieri aus dem 13. Jahrhundert. Niklas von Wyle stellt Antigone in seinen Translatzen 1478 als treue und liebevolle Tochter des Ödipus dar.
Es ist auffallend, dass Antigone in De mulieribus claris von Giovanni Boccaccio, das im 14. Jahrhundert entstand, nicht vorkommt. Ebenso fehlt sie in Christine de Pizans Le Livre de la Cité des Dames anfangs des 15. Jahrhunderts. Dafür wird Argeia in beiden Werken ausführlich beschrieben. Es wird vermutet, dass die sophokleische Antigone im weströmischen Reich und den Nachfolgestaaten nur rudimentär bekannt gewesen ist.

## Der Mythos in der Neuzeit

### Die Antigone im Humanismus
Im 16. Jahrhundert stieg das Interesse in Westeuropa an der Antike und im Besonderen an den Tragödien markant an. Die Tragödien von Seneca wurden 1484 als editio princeps in Ferrara herausgegeben und diejenigen von Sophokles 1502 bei Aldus Manutius. Die Gesamtausgabe von Euripides wurde 1503 ebenfalls bei Aldus Manutius gedruckt und blieb bis Ende des 18. Jahrhunderts die Standardausgabe.
Der Abbau der griechischen Sprachbarriere durch Vorreiter wie Johannes Reuchlin und Ulrich von Hutten ermöglichte den allmählichen Miteinbezug der griechischen Autoren, Dichter und Philosophen in den frühen Humanismus. Die Rezeption der aristotelischen Poetik (editio princeps von Aldus Manutius 1508) trug entscheidend zu Entlehnungen der griechischen Tragödiendichter in die Lehrmeinungen der Humanisten bei. Sie beruhte auf chrestomathischen Kriterien. Die Wertschätzung erfolgte weitgehend über Aussagen und Urteile von Vergil, Cicero oder Quintilian, selbst bei Erasmus von Rotterdam, Philipp Melanchthon und Joachim Camerarius, die als Kenner der sophokleischen Tragödien galten. Sophokles wurde im Bewusstsein der humanistischen Gelehrten zum bedeutendsten Tragödiendichter. Das bedeutete aber nicht, dass er gleichzeitig auch der bevorzugte Tragödiendichter für die Rezeption war. Seneca und Euripides machten ihm noch lange den ersten Rang streitig: Seneca wegen der fehlenden Sprachbarriere und Euripides wegen der Streitgespräche und deren Nähe zur Rhetorik. Erst gegen Anfang des 17. Jahrhunderts wird die Vorherrschaft Senecas und der römischen Komödien „vorübergehend und international“ von den griechischen Dichtern abgelöst und der Akzent von Euripides verlagert sich auf Sophokles.

#### Der nutzlose Widerstand
In den Adagia des Erasmus von Rotterdam, die 1533 erschienen, werden 23 Zitate aus der sophokleischen Antigone erläutert. Die Kommentare zeigen, wie Erasmus mittels Kontextverschiebungen und Zitatmontage ein neues Auslegungsverfahren erzeugt. Er formt aus der Antigone des Sophokles die Lehrmeinung der Humanisten, die dem menschlichen Wahnsinn (lateinisch amentia) die Macht der Weisheit (lateinisch sapientia) gegenüberstellt.
Im Zentrum steht Kreon als politische Autorität. Die Zitate aus der Sophokles-Tragödie stammen hauptsächlich aus seinen Gesprächen mit dem Sohn, dem Seher und dem Boten und werden vom Schluss der Tragödie rückwärts aufgerollt.
Kreon ist gezwungen, sich zu seiner Schuld an den Selbstmorden dreier Familienangehörigen zu bekennen. Nach seinen unbesonnenen Handlungen vereinsamt, wird sein Selbstverständnis grundlegend in Frage gestellt. „Ich bin nichts“ (lateinisch nullus sum), nimmt Erasmus als Adagium auf. Er bezieht den verlorenen Selbstwert auf das sich entziehende Heil (lateinisch salus) und eröffnet den Weg zu einer christlichen Auslegung. Die Weisheit (lateinisch sapientia) und die rechte Einsicht (lateinisch recta consilia), die durch das Alter und die Leiderfahrung erreicht würden, seien die Garanten für Glückseligkeit. Es sei notwendig, das Schicksal zu ertragen und nicht anzuklagen.
Im Gegensatz zu Kreon, der als königlich (lateinisch regium edictum) gekennzeichnet wird, wird die Zuwiderhandlung von Antigone als waghalsiges Unternehmen (lateinisch audax facinus) und sinnloses Streben bezeichnet. Erasmus konzentriert sich auf den Nutzen und stuft den Widerstand gegen die königliche Autorität als überflüssig ein. Das Vergebliche wird in die Nähe des Unrechtmäßigen gerückt und als Gegenpol die Einheit von Nutzen und Gerechtigkeit konsolidiert. Der Christ solle das Dulden und Nachgeben dem Handeln vorziehen. Denn es sei unwahrscheinlich, dass ein Ungerechter durch Handlungen bekehrt werde. Kritik, Ermahnungen und Bitten seien die einzigen Formen, zu denen gegenüber einem Tyrannen gegriffen werden dürfe.

#### Der tugendhafte Haimon
Philipp Melanchthon zog die Tragödien des Euripides wegen seiner rhetorischen Qualitäten und den Streitgesprächen vor. Aber er hielt 1534 auch eine Vorlesung über die Antigone des Sophokles. Wie bereits bei Erasmus von Rotterdam erhält Haimon als einziger aus der sophokleischen Antigone eine positive Lehr-Deutung. Seine flexible Haltung im Namen einer höheren Gerechtigkeit und seine Bescheidenheit (lateinisch moderatio) zeichnen ihn als tugendhaft aus. Aus den Tugenden von Haimon führt Philipp Melanchthon über zu seiner eigentlichen humanistischen Lehrmeinung.

#### Der Sünder und die Märtyrerin
Als Cento hat Wolfgang Waldung das lateinische Schuldrama Oedipi tragoedia 1576 konzipiert. Es ist aus den Tragödien König Ödipus und Antigone von Sophokles, die Phönikerinnen von Euripides, Oedipus und den Phoenissae von Seneca zusammengesetzt und benutzt die Sophokles-Übersetzungen von Thomas Naogeorg, der als einziger der deutschen Humanisten eine metrische Nachbildung der griechischen Tragödien verfasst hat. Von Wolfgang Waldung selbst stammen zwei Halbverse bzw. Verse. Durch geschicktes Zusammensetzen der verschiedenen Tragödien und subtilen Weglassungen wird ein neuer Sinnzusammenhang gestaltet. Ödipus wird zum christlichen Sünder, der Seher Teiresias zum lutherischen Begriff des allgemeinen Priestertums und Antigone zur Glaubenskämpferin und Märtyrerin.

### Martin OpitzensAntigone
Die Humanisten übersetzten die antiken Dichtungen mit einer Gleichgültigkeit gegenüber der dichterischen Form und erschufen Prosa mit der Konzentration auf den gedanklichen Inhalt. Philipp Melanchthon hatte mit dieser Form bei Pindar und Euripides den Anfang gemacht und die erste vollständige lateinische Sophokles-Übersetzung von Veit Winsheim in Deutschland im Jahr 1546 folgte diesem Beispiel. Mit der Übersetzung der Antigone des Sophokles von Martin Opitz 1636 wird der Mythos erstmals in deutscher Sprache vorgestellt. Martin Opitz vereinigt darin – wie auch in anderen seiner Werke – die von den Humanisten bislang moralisierende Deutung der antiken Dichter mit dem ästhetischen Charakter der Renaissance. Er erweitert die deutsche Sprache durch Verdeutschung fremder Muster, indem er den Knittelvers durch die metrische Form ersetzt. Die Übersetzung des lateinischen Dramas Die Trojanerinnen von Seneca und der griechischen Antigone von Sophokles waren die Zeichen, dass das dichterische Zeitalter in Deutschland begonnen hatte.

### Die hegelianische Antigone
Im 19. Jahrhundert nimmt die Debatte um die Theorie der Tragödie von Georg Wilhelm Friedrich Hegel einen großen Raum ein und zieht sich bis in die heutige Zeit. Die Theorie der Tragödie konzentriert sich auf die Antigone des Sophokles. Für Zeitgenossen von Hegel wie Friedrich Schlegel ist Antigone die Gestalt, die das göttliche Wirken in menschlicher Form sichtbar werden lässt, und August Wilhelm Schlegel bezeichnet Kreon als Unrechtmäßigen, der in verbrecherischer Weise handle. Hegel dagegen vertritt eine symmetrische Deutung, in der sowohl Antigone als auch Kreon durch ihre Einseitigkeit unrecht handeln und deshalb in all ihrer Größe dem Untergang geweiht sind. Gegen die Apologie Kreons durch Hegel stellen sich Otto Ribbeck in Sophokles und seine Tragödien 1869 und Ulrich von Wilamowitz-Moellendorff am Ende des Jahrhunderts, der Antigone als den Tod einer religiösen Märtyrerin bezeichnet. Die Wissenschaft im 20. Jahrhundert neigt zur Verwerfung der hegelianischen Interpretation, da sie nicht dem Wortlaut der Antigone des Sophokles entspräche. Andererseits wurde in verschiedenen Beiträgen festgestellt, dass diese Verwerfung auf dogmatischen und vereinfachten Rezeptionen von Hegel beruht, weil viele die Anstrengung, Hegels Werke selbst lesen und verstehen zu können, umgangen haben. Nach der Meinung von George Steiner gibt es keine ernst zu nehmende moderne Reflexion über die Natur der Tragödie, „die sich nicht mit Hegels ‚Dualismus‘ arrangieren muss“. Die Interpretation Hegels der Antigone des Sophokles sei einer der Höhepunkte in der Geschichte der literarischen Deutung.

### Der Feldherr und die Königin
Friedrich Hölderlin veröffentlichte seine Übersetzung der Antigone des Sophokles 1804. Der Druck war durch zahlreiche Fehler entstellt und nachfolgende Veröffentlichungen berücksichtigten die originalen Manuskripte, die als Palimpseste verfasst, zu den verschiedensten Ausgaben von Hölderlins Werken geführt haben. George Steiner unterscheidet in den Manuskripten mindestens drei Übersetzungsebenen. Die frühe Periode lehnt sich an den klassischen Idealismus, in dem der Sinn und die Kraft der griechischen Tragiker zum Ausdruck gebracht werden sollen. Die zweite Ebene hat eine wörtliche Übersetzung zum Ziel, bei der keine Rücksicht auf Normen der Wortverwendung, der Grammatik oder dem Stil der Muttersprache des Übersetzers genommen wird. In der dritten, späten, Periode benutzt Hölderlin metaphorische Übertragungen, in die er seine Anschauungen der menschlichen Situation in einem natürlichen, gemeinschaftlichen und religiösen Kontext einfließen lässt. Im Ringen um die richtige Übersetzung sei es Hölderlin darum gegangen, die bisher unerfüllten Latenzen des Originals ins Leben zu rufen und den Originaltext aus dem exakten Geiste dieses Textes heraus zu überwinden.
Eine der vielen Facetten der Übersetzung ist das Sichtbarmachen der unausgesprochenen Spannung im Königspalast von Theben. Die Übersetzung kann in den Details philologisch falsch sein, aber sie kann auch so verstanden werden, dass sie auf die bereits im Mythos angelegten genealogischen Probleme aufmerksam macht. Bereits dort stehen sich rechtmäßige Könige und hohe Würdenträger der Stadt gegenüber und alle griechischen Tragiker haben diesen Machtkampf auf subtile Weise übernommen. Mit den Possessivpronomen „Mein Zeus“ auf Seiten Antigones und „mein Herd“ auf Seiten Kreons wird die Gegenüberstellung des Feldherrn in den Diensten des Königshauses und Antigones als Stellvertreterin des zukünftigen Labdakidenkönigs akzentuiert und es wird sichtbar, dass zwei verschiedene Linien im selben Palast wohnen. Gemäß der matrilinearen Machtübertragung in Theben, dem Epiklerat, würde der Sohn von Haimon und Antigone die Labdakidenherrschaft in Theben weiterführen, das Haus von Kreon seiner Nachkommen beraubt und Kreon als Regent seine Herrschaft verlieren. Sollten Antigone und Ismene keine Nachkommen haben, würde die Herrschaft über Iokaste an das Haus von Kreon übergehen. Kreon erscheint bei Hölderlin aber nicht als Usurpator des Throns, sondern als voraussehender und verzweifelter Regent, der sein Haus und die Stadt aus den Verwirrungen der Labdakidenherrschaft retten will. Antigone dagegen ist die Tochter, Schwester und Mutter ihrer eigenen Sippe und stirbt im Kampf um die Ehre ihrer Linie.

### Philostrats Gemälde
Neben der Iphigenie auf Tauris, die sich bezüglich „Geist und Struktur“ an der Antigone von Sophokles orientiert, und den Gesprächen mit Eckermann, in denen das Wesen der griechischen Tragödie anhand der Antigone diskutiert wird, hat Goethe zwischen 1813 und 1818 die lateinischen und deutschen Versionen der Bildbeschreibungen von Flavius Philostratos bearbeitet. Flavius Philostratos hat die Galerie einer neapolitanischen Villa um ca. 200 n. Chr. beschrieben. Auf einem Bild wird die Begräbnistat von Antigone aufgeführt und von Goethe 1818 bearbeitet.

„Heldenschwester! Mit einem Knie an der Erde umfaßt sie den toten Bruder, der, weil er seine Vaterstadt bedrohend, umgekommen, unbegraben sollte verwesen. Die Nacht verbirgt ihre Großtat, der Mond erleuchtet das Vorhaben. Mit stummem Schmerz ergreift sie den Bruder, ihre Gestalt gibt Zutrauen, dass sie fähig sei, einen riesenhaften Helden zu bestatten. In der Ferne sieht man die erschlagenen Belagerer, Roß und Mann hingestreckt.
Ahndungsvoll wächst auf Eteokles' Grabhügel ein Granatbaum; ferner siehst du zwei als Totenopfer gegeneinander über brennende Flammen, sie stoßen sich wechselseitig ab; jene Frucht, durch blutigen Saft, das Mordbeginnen, diese Feuer, durch seltsames Erscheinen, den unauslöschlichen Haß der Brüder auch im Tode bezeichnend.“

Die Bearbeitung von Goethe zeigt seine Wertschätzung gegenüber der mythischen Figur unabhängig von den griechischen Tragödien. Sophokles habe einfach eine Sage seines Volkes aufgenommen und für das Theater wirksam umgesetzt. Die Idee sei aber im Mythos bereits vorhanden gewesen.

### Musikalische Verarbeitungen
Im 16. Jahrhundert entstanden die ersten musikalischen Darbietungen von antiken Themen in Florenz, Venedig, Rom und Mantua. Jacopo Peri und Claudio Monteverdi waren die Vorreiter des Drame lyrique, das erfolgreich für die Antike angewendet wurde.
Die Oper des 18. Jahrhunderts mit über 20 Antigone-Verarbeitungen stellt die wichtigste Überlieferungsträgerin des antiken Mythos dar. Deren Librettis basieren auf mythologischen Handbüchern, spätantiken epischen oder historiographischen Quellen wie zum Beispiel Hyginus und die Quellen von Benjamin Hederich. Bekannte Librettisten dieser Zeit waren Gaetano Roccaforte und Marco Coltellini.
Die musikalischen Verarbeitungen von Antigone ziehen sich bis in die heutige Zeit. Berühmte Komponisten wie Felix Mendelssohn Bartholdy, Camille Saint-Saëns, Arthur Honegger, Carl Orff und Mikis Theodorakis widmeten sich dem Mythos und im Besonderen ihren Chorpartien. Man geht heute davon aus, dass die griechische Tragödie unserer Oper, wie wir sie kennen, nähergestanden hat als Theateraufführungen mit reinen Sprechtexten. Das Kernelement der griechischen Tragödie waren die Chorpartien, während denen Personen aus der Bevölkerung der Polis musizierten, sangen, tanzten und sprachen. Von diesen verschiedenen Ausdrucksformen ist nur die gesprochene Form überliefert, bei allen anderen ist man auf Vermutungen angewiesen. Die Absenz von Quellen ermöglicht deshalb bis heute eine große Freiheit bei der musikalischen Verarbeitung.
Die Antigonae von Carl Orff ist für die Umsetzung des Mythos im deutschen Sprachraum allein schon deshalb bedeutsam, weil er die Übersetzung von Friedrich Hölderlin benutzt und sie in eine Musik verpackt hat, die sich dem Rhythmus des Texts anpasst und ihn verstärkt. Dabei erhalten der Chor und der Chorführer ein großes Gewicht. Mit Xylophonen, Marimbaphonen, Steinspielen, Glockenspielen, Tamburins, Kastagnetten und vielen weiteren Schlaginstrumenten erzeugt der Komponist ein Unbehagen, das vielerorts als brutal wahrgenommen wird und kalte Schauer über den Rücken jagen kann. Trotzdem ist es möglich, dass diese Interpretation von Sophokles’ Antigone teilweise dem griechischen Original andeutungsweise noch am nächsten kommen könnte.
Die musikalische Verarbeitung des Mythos der deutschen Metalcore- und Melodic-Death-Metal-Band Heaven Shall Burn ist ein erfolgreiches Album, das 2004 erschienen ist. Antigone enthält Songs über Freiheitskämpfer wie Victor Jara und Nelson Mandela. Das Album betont den Wert des Widerstands gegen eine übermächtige Staatsgewalt. Das entspricht einer Interpretation des Mythos, wie sie vor allem im 20. Jahrhundert stattgefunden hat.

### Die Wiederholung großer Gesten
Den Einfluss, den der Mythos auf einzelne Personen oder Gruppen gespielt hat, ist nicht nachvollziehbar. Nach George Steiner gehört es zum Wesen abendländischer Kultur, dass „Männer und Frauen mehr oder weniger bewusst die großen Gesten (…) nachspielen, die ihnen von antiken Vorstellungen und Formulierungen vorgesetzt werden“.
So ist die Geschichte einer jungen Frau überliefert, die im besetzten Riga 1941 den öffentlich ausgestellten Leichnam ihres hingerichteten Bruders symbolisch mit gestreuter Erde bedeckte und dabei von Kräften der Besatzungsmacht gefasst wurde. Auf die Frage nach ihrem Motiv für ihre Handlung antwortete sie: „Es war mein Bruder.“
Im Dezember 1943 überfielen die Deutschen das Dorf Kalavrita auf dem Peloponnes und erschossen alle Männer. Unter Lebensgefahr und gegen ausdrücklichen Befehl der Ordnungsmacht befreiten sich die Frauen aus dem Schulhaus, beklagten die Toten und begruben sie. Charlotte Delbo schrieb zu dieser Episode 1979 ein Gedicht mit dem Titel „Des mille Antigones“ (Von den tausend Antigonen).

## Rezeption
In den letzten Jahrzehnten näherte sich die Forschung der Figur der Antigone aus unterschiedlichen Gebieten und lieferte neue Sichtweisen auf Mythen und die griechische Mythologie. Aber noch heute meiden manche Erläuterungen zur Antigone den Begriff des Mythos und sprechen schlicht vom „Antigone-Stoff“ oder der Legende. Die Verunsicherung wird dadurch hervorgerufen, dass die Mythengestalt der Antigone erst im 5. Jahrhundert v. Chr. erstmals namentlich erwähnt und durch die griechischen Tragödiendichter eine fest umrissene Gestalt wird, auch wenn einzelne Züge älteren Datums sind. Die alten Griechen selber haben keinen Unterschied gemacht und bezeichneten alle Erzählungen aus ihrer Geschichte unabhängig vom Zeitraum als Mythen.
Die französische Philosophin Simone Weil (1909–1943) ist der Auffassung, dass bei Sophokles die Figuren Antigone und Elektra das vollkommen reine und unschuldige Wesen symbolisieren, das aufgrund seines Wunsches nach Gerechtigkeit dem Unglück ausgeliefert ist und sich „von den Menschen und von Gott verlassen fühlt“; aber „nicht einen Augenblick lang [denken Antigone oder Elektra] daran, zu paktieren.“ Ihre Liebe zum Guten bleibt unveränderlich, bedingungslos und ohne Hoffnung auf Trost, trotz des Unglücks.
Simone Fraisse nimmt die sophokleische Antigone und Ödipus auf Kolonos als thematischen Ausgangspunkt des Antigone-Mythos. Der Mythos habe sich erst in der modernen Rezeption auf deren Basis voll entwickelt. Der Begriff Mythos definiert sich nach ihr aus Transformation und Aktualisierung. Vorgänge, die die Antike ihrer Meinung nach nicht geleistet habe. Dementsprechend konzentriert sie sich in ihrer Arbeit „le mythe d'Antigone“ aus dem Jahr 1974 auf die französische Rezeption.
Christiane Zimmermann schließt 1993 alle Rezeptionen in Literatur und Kunst von der Antike bis zur Gegenwart im Begriff Mythos ein. Der Mythos entpuppt sich als Phänomen von Rezeptionen, deren Ursprung, der „Urmythos“, im Dunklen liegt. Mythen sind Medien unabhängig und lassen sich nicht mit einer literarischen Gattung identifizieren, denn sie leben aus dem Geflecht von mündlicher, bildlicher und schriftlicher Tradition. Unter Zuhilfenahme des von Hans Blumenberg eingeführten Begriffs des „Grundmythos“ werden die konstitutiven Aspekte des Antigone-Mythos in der Bestattung, dem Widerstand gegen die staatliche Gewalt, dem religiösen Anspruch und der familiären-ehelichen Liebe herausgefiltert. Diese vier konstitutiven Aspekte begleiten den Mythos durch all seine Rezeptionsstufen und geben ihm den sich wiederholenden Charakter. Erst die sich wiederholenden Elemente machen den Mythos zum Mythos und gerade mit dem Antigone-Mythos lässt sich zeigen, dass ein Mythos nicht nur aus Traditionen besteht. Er spiegelt auch seine Leistung, aktualisierte gesellschaftliche Ausdrucksformen zu finden unter Beibehaltung des konstanten inhaltlichen Kerns. Den Antigone-Mythos aus der Sicht einer einzigen, ausgewählten Version zu durchleuchten, widerspräche dem Wesen des Mythos.
Neun Jahre früher, 1984, wendet sich George Steiner gegen eine Wissenschaft, die die mythischen Grundlagen untersucht und nach einer rationalen Überprüfung des Mythos forscht. Es seien die Dichter und Dramatiker gewesen, die den diffusen Mythenstoff in eine führende und bleibende Form gebracht haben. Formen, die die jeweils dringlichen gesellschaftlichen Zwänge zum Ausdruck gebracht und dem Mythos zu seiner flexiblen Dauerhaftigkeit verholfen haben. Der Mythos kläre und reinige die erschütterten, undurchsichtigen Geschehnisse der jeweils gegenwärtigen Situation und zwinge ihnen Distanz und die Würde des Unauflöslichen auf.
George Steiner führt die vielen, über einen langen Zeitraum sich hinziehenden Verarbeitungen der Antigone, die „Antigonen“, auf den einzigartigen rekursiven Charakter im Denken und Stil des Abendlands zurück, der im Wesentlichen eine Rekapitulation des Klassischen sei. „Doch einfach weil es allgegenwärtig ist, einfach weil es fast an jedem Punkt die Codes und Konventionen unserer Bildung stützt, sollte man das Phänomen [der Wiederholung] nicht für selbstverständlich nehmen.“